# Cantonul Brécey
Cantonul Brécey este un canton din arondismentul Avranches, departamentul Manche, regiunea Basse-Normandie, Franța.

## Comune
| Comune                        | Populație (1999) | Cod poștal | Cod INSEE |
| ----------------------------- | ---------------- | ---------- | --------- |
| Braffais                      | ...              | 50870      | 50071     |
| Brécey                        | ...              | 50370      | 50074     |
| La Chaise-Baudouin            | ...              | 50370      | 50112     |
| La Chapelle-Urée              | ...              | 50370      | 50124     |
| Les Cresnays                  | ...              | 50370      | 50152     |
| Cuves                         | ...              | 50670      | 50158     |
| Le Grand-Celland              | ...              | 50370      | 50217     |
| Les Loges-sur-Brécey          | ...              | 50370      | 50275     |
| Notre-Dame-de-Livoye          | ...              | 50370      | 50379     |
| Le Petit-Celland              | ...              | 50370      | 50399     |
| Saint-Georges-de-Livoye       | ...              | 50370      | 50472     |
| Saint-Jean-du-Corail-des-Bois | ...              | 50370      | 50495     |
| Saint-Nicolas-des-Bois        | ...              | 50370      | 50529     |
| Tirepied                      | ...              | 50870      | 50597     |
| Vernix                        | ...              | 50370      | 50628     |